# Marvin Angulo
Marvin Jesús Angulo Borbón (Escazú, San José, Costa Rica, 30 de septiembre de 1986) es un futbolista costarricense que juega como mediocentro ofensivo en la Primera División de Costa Rica.
Su formación futbolística la inició en las categorías inferiores del Club Sport Herediano. Con la camiseta rojiamarilla, destacó en su torneo de debut al conseguir 6 goles en 24 partidos, y con esto recibió el galardón como el novato de la temporada 2006-07 del fútbol costarricense. Seguidamente fue partícipe de la obtención de los subcampeonatos del Invierno 2007 y Verano 2009. Por ello, su constancia y habilidad anotadora valieron para que fuese fichado por el Melbourne Victory, de Australia. Inicialmente llegó en condición de préstamo en 2009, pero medio año después formó parte del club de manera oficial. En su primera etapa logró únicamente el subcampeonato de la A-League 2009-10. Regresó al Herediano en julio de 2011, y conquistó un título de liga, el cual fue el Verano 2012. También fue subcampeón de los Inviernos 2011
y 2012, de igual manera en la Supercopa de Costa Rica. En 2013 fue transferido al Uruguay de Coronado donde marcó seis goles, cuatro en el Verano y dos en el Invierno. Su mayor consolidación se ha llevado a cabo en el Deportivo Saprissa; la primera competencia disputada con los morados fue en el Torneo de Verano 2014, el cual salió campeón. Asimismo de los Inviernos 2014, 2015 y 2016. Además, alcanzó un subcampeonato en la Copa Popular 2014. Marvin Angulo se caracteriza por su capacidad goleadora en los tiros libres, los cuales poseen una gran precisión.
Era internacional absoluto con la selección costarricense. Con la «Sele» ha enfrentado partidos amistosos y las competiciones de la Copa Oro de la Concacaf 2015 y la Copa Centroamericana 2017.

## Trayectoria

### Inicios
Marvin Angulo nació el 30 de septiembre de 1986 en San José. Su nombre fue dado por herencia de su padre y por Marvin Rodríguez, exfutbolista que contribuyó con anotaciones en el Deportivo Saprissa durante la década de 1960. Creció al lado de su familia en el cantón de Escazú, y desde pequeño desarrolló sus habilidades en el deporte. Inicialmente aprendió a jugar en los terrenos de cemento en el equipo de fútbol sala de su localidad, con la dorsal «10». A partir de ese momento se especializó en lanzar tiros libres con gran precisión. Posteriormente entró en las divisiones inferiores del Herediano y permaneció por cinco años en el club, hasta que se dio el ascenso a la máxima categoría.

### C. S. Herediano
Debutó profesionalmente el 10 de septiembre como lateral derecho, con tan solo 19 años y bajo las órdenes del entrenador Carlos Watson, en la primera mitad de la temporada 2006-07 de la Primera División costarricense. En esa oportunidad, su equipo enfrentó a Santacruceña en el Estadio Rosabal Cordero y Angulo marcó su primer gol al minuto 8', tras recibir un pase del brasileño Everton Fermino y rematar desde casi 35 metros. De esta manera, su conjunto salió victorioso con cifras de 3-0. Posteriormente, el futbolista tuvo participación en 24 juegos, de los cuales hizo siete anotaciones. Esto le permitió ser acreedor del reconocimiento al novato de la competencia. Por otra parte, el conjunto rojiamarillo quedó eliminado en el Torneo de Apertura por penales ante Pérez Zeledón, y en el Clausura no pudo trascender debido a la misma vía, teniendo como rival al Deportivo Saprissa.
Las organizadores de la liga de su país cambiaron el sistema de competición tras implementar los torneos cortos. En el Campeonato de Invierno 2007, el centrocampista vio acción por 17 juegos, en los que anotó en cinco oportunidades. Mientras tanto, el club rojiamarillo llegó a la siguiente ronda y enfrentó a Brujas en las semifinales, ganando con el marcador global de 1-0. La final de ida fue el 19 de diciembre contra el Deportivo Saprissa, en la cual el resultado concluyó en derrota de 0-2. La vuelta fue cuatro días después, donde el empate de 2-2 terminó siendo definitivo. Con esto, su club quedó subcampeón.
En el Campeonato de Verano 2008, Angulo fue considerado por 16 oportunidades, demostrando su regularidad y marcando 4 tantos. Los florenses aseguraron el segundo lugar de la tabla de posiciones y avanzaron a la siguiente fase. Los cuartos de final fueron ante el Pérez Zeledón; la ida culminó en igualdad de 1-1, mientras que la vuelta fue de derrota 1-2, quedando eliminados.
El futbolista estuvo por 14 compromisos del Campeonato de Invierno 2008, en el cual consiguió la cifra de 3 goles. En la tabla de posiciones, el Herediano obtuvo el cuarto puesto del grupo B, quedando fuera de la zona de clasificación.
En contraste con el torneo anterior, para el Campeonato de Verano 2009 su grupo logró avanzar a la etapa de eliminación, tras concluir en el segundo lugar del grupo B. En los cuartos de final, los florenses derrotaron a Ramonense y en semifinales a Brujas, llegando a la última instancia. En las finales su equipo enfrentó a Liberia; acabando la ida con empate de 0-0 y la vuelta en derrota de 0-3. Debido a esto, los heredianos obtuvieron el subcampeonato del certamen. Por otro lado, Marvin estuvo en 18 encuentros y anotó dos tantos.
Su última competición fue el Campeonato de Invierno 2009, en el cual sus estadísticas bajaron considerablemente. Alcanzó un total de 5 partidos realizados y un gol. Su equipo clasificó directamente a las semifinales, pero salió derrotado contra el Puntarenas por el marcador agregado de 3-4.

### Melbourne Victory F. C.
La dirigencia rojiamarilla tomó la decisión de enviar a Marvin al Melbourne Victory de Australia en condición de préstamo. Durante 12 jornadas consecutivas de la A-League 2009-10, el jugador no tuvo su permiso de participar, por lo que debió esperar hasta el 10 de enero de 2010. En esa ocasión su equipo tuvo como adversario al Newcastle United Jets en el Hunter Stadium; el mediocentro entró de cambio por Grant Brebner al minuto 46', y el resultado culminó en derrota de 3-2. Su conjunto terminó de segundo lugar con 47 puntos, llegando a la ronda de eliminación. Tras superar al Sydney en la semifinal mayor, su club logró el pase a la última instancia. El 20 de marzo fue la final en el Etihad Stadium, de nuevo frente al Sydney. El empate de 1-1 llevó la serie hasta los lanzamientos desde el punto de penal. Las cifras de 2-4 no favorecieron a su equipo, quedando subcampeón de liga.
Angulo debutó en la A-League 2010-11 el 7 de agosto, para el juego de la primera fecha contra el Sydney, el cual quedó igualado a tres tantos. En total participó por 26 compromisos, para un acumulado de 1.373 minutos. Su equipo finalizó en la quinta posición de la tabla con 43 puntos, clasificando a la primera ronda de la fase eliminatoria. El 20 de febrero de 2011, su conjunto disputó esta fase ante el Gold Coast United en el Skilled Park; el marcador de 1-0 eliminó a su club del torneo.

### C. S. Herediano
El 31 de mayo de 2011 regresó a Costa Rica para firmar de nuevo con el Club Sport Herediano. En la primera fecha del Campeonato de Invierno 2011, su equipo enfrentó al Puntarenas en el Estadio "Lito" Pérez. El empate a un tanto prevaleció al término de los 90 minutos. Por otro lado, Angulo participó fue titular y fue reemplazado en el segundo tiempo por Yosimar Arias. Los florenses acabaron en el primer lugar con 39 puntos, por consiguiente avanzaron a la fase de eliminación. El 27 de noviembre fue la semifinal de ida contra el Cartaginés en el Estadio "Fello" Meza. Sus compañeros Olman Vargas y José Luis Cordero anotaron en el triunfo de 1-2. El 4 de diciembre se desarrolló el compromiso de vuelta en condición de local, donde la victoria de 1-0 le dio a su club el pase a la última instancia del torneo. Las finales fueron efectuadas ante Alajuelense, ambas concluyeron en igualdad de 1-1. Por esta razón, los penales fueron requeridos para definir al ganador. Las cifras de 5-6 dieron el subcampeonato a su grupo. El jugador estuvo en 19 oportunidades y no marcó goles.
En el Campeonato de Verano 2012, el futbolista fue parte de 15 juegos, en los que consiguió un gol. Los heredianos aseguraron el cuarto lugar de la tabla con 34 puntos. Las semifinales fueron ante el Pérez Zeledón; el empate de 1-1 definió el compromiso de ida, y la victoria de 0-2 confirmó el pase a la siguiente ronda. La final de ida se llevó a cabo el 12 de mayo contra el Santos de Guápiles, en el Estadio Rosabal Cordero. Las anotaciones de sus compañeros José Miguel Cubero, José Carlos Cancela y Víctor Núñez en dos oportunidades, dieron el triunfo de 4-2. La ventaja obtenida fue mantenida exitosamente una semana después, en la vuelta que tuvo lugar en el Estadio Ebal Rodríguez. El resultado fue nuevamente de victoria, esta vez de 1-2, para el global de 3-6. Con esto, su equipo se proclamó campeón del título número «22» en su historia, después de 19 años de no lograrlo.
Su último torneo como herediano fue en el Campeonato de Invierno 2012, competición que tuvo participación por 15 juegos, en los cuales anotó un gol. En semifinales, su equipo derrotó al Deportivo Saprissa pero perdieron la final por penales ante Alajuelense, obteniendo el título de subcampeón. A pesar de tener seis meses más de vigencia de su contrato, la dirigencia rojiamarilla decidió finiquitar la relación con el futbolista a partir del 12 de enero de 2013.

### C. S. Uruguay de Coronado
El 1 de febrero de 2013, último día de inscripciones de la liga costarricense, se hizo oficial la incorporación de Marvin en el Uruguay de Coronado y fue presentado en el Estadio El Labrador por el presidente del club Freddy Campos. Con los aurinegros vio acción por diecinueve partidos del Campeonato de Verano, alcanzó cuatro goles y dio siete asistencias. Su equipo quedó en el octavo puesto de la tabla con veintiocho puntos.
El futbolista fue constante en la alineación titular del entrenador Carlos Watson, ya que en el Campeonato de Invierno 2013 logró las veintidós apariciones, y además marcó dos anotaciones. Los lecheros finalizaron de décimo lugar con 21 puntos.

### Deportivo Saprissa
El 16 de diciembre de 2013, se hizo oficial el fichaje de Angulo con el Deportivo Saprissa, bajo las órdenes del director técnico Ronald González. La primera jornada del Campeonato de Verano 2014 se realizó el 12 de enero en el Estadio Ricardo Saprissa, donde su equipo tuvo como rival a Pérez Zeledón. El centrocampista participó los 90 minutos en la pérdida de 1-2. Los morados posteriormente fueron encontrando resultados positivos hasta obtener el primer lugar de la clasificación. En las semifinales su club hizo frente a la Universidad de Costa Rica; la ida culminó en empate de 2-2 y la vuelta en victoria de 2-0, avanzando a la última instancia. El 5 de mayo fue la final de ida contra Alajuelense en el Estadio Morera Soto. Marvin quedó en la suplencia en la igualdad sin goles. Cinco días después fue la vuelta en condición de local; el único tanto de su compañero Hansell Arauz dio el título «30» a la institución saprissista. Por otro lado, el mediocentro apareció en 15 oportunidades y marcó un tanto.
En la edición de 2014 del Torneo de Copa, su equipo superó a los adversarios de Cariari, Santos de Guápiles y Limón por el grupo A, consolidando el liderato y a su vez avanzando a la siguiente etapa. Las semifinales fueron contra el Herediano y los empates a un tanto en visita recíproca llevaron la serie a los lanzamientos desde el punto de penal. Su equipo triunfó con cifras de 5-6. La final fue el 10 de agosto en el Estadio Nacional frente al Cartaginés. La ventaja momentánea de dos goles conseguida, mediante sus compañeros Ariel Rodríguez y David Ramírez, no fue bien aprovechada, provocando que el rival diera vuelta el resultado para el 3-2 definitivo. Con esto su club quedó subcampeón de la competición.
El 17 de agosto se desarrolló la jornada inaugural del Campeonato de Invierno 2014, en la que el Saprissa hizo frente al nuevo ascendido AS Puma Generaleña en el Estadio Nacional. Angulo quedó en la suplencia, y el resultado concluyó en victoria de 4-2. Paralelamente su equipo también tuvo la competencia de la Concacaf Liga de Campeones, compartiendo la fase de grupos con el Real Estelí de Nicaragua y el Sporting Kansas City de Estados Unidos. El empate de 1-1 y la victoria de 3-0 sobre los nicaragüenses, acercaron a su conjunto a una posible segunda ronda. Sin embargo, la derrota de 3-1 en territorio norteamericano y algunos resultados negativos repercutieron en la rescisión del contrato del entrenador Ronald González. A partir del 30 de septiembre, el gerente deportivo Jeaustin Campos asumió el cargo de técnico. En la última jornada del torneo de la confederación, su grupo logró derrotar al Kansas con marcador de 2-0, para sellar un cupo en la etapa de eliminación. En el campeonato nacional, Marvin tuvo 17 apariciones y no alcanzó goles. Por otra parte, su club llegó de cuarto lugar con 41 puntos a la instancia definitoria por el título. En la semifinal de ida, el Saprissa enfrentó a Alajuelense que estableció el récord de 53 puntos, en condición de local. El tanto de su compañero Heiner Mora al minuto 90' fue suficiente para la victoria de 1-0. La vuelta se desarrolló el 8 de diciembre en el Estadio Morera Soto, juego en el que prevaleció el empate de 1-1. El resultado agregado terminó 1-2 a favor de los morados. Las finales fueron ante el Herediano; en la ida el futbolista no fue convocado por la expulsión del compromiso anterior, donde el triunfo fue de 4-2. Para la vuelta la igualdad de 1-1 confirmó la obtención del campeonato «31» para su equipo, y el tercero para Angulo.
En el Campeonato de Verano 2015, el jugador en el centro del campo alcanzó un total de 19 partidos disputados y 2 goles concretados. Por otro lado, su conjunto no logró trascender a nivel internacional después de perder en cuartos de final contra el América de México. Además, los saprissistas no pudieron revalidar el título tras la pérdida en semifinales ante los manudos, con marcador global de 1-2.
El 2 de agosto comenzó el Campeonato de Invierno 2015, donde el jugador participó 75 minutos en el Estadio Rosabal Cordero, en la victoria de 0-2 ante Belén, con goles de sus compañeros Deyver Vega y Ariel Rodríguez. Angulo, fue tomado en cuenta para la primera fecha de la Concacaf Liga de Campeones del 20 de agosto, frente al W Connection de Trinidad y Tobago; partido que finalizó con victoria 4-0. Cinco días después fue la segunda jornada contra el Santos Laguna de México. El centrocampista concretó un tanto por medio de un tiro libre, y el gol en propia meta de Néstor Araujo hizo que el resultado definitivo terminara con triunfo de 2-1. No obstante, el 16 de septiembre, los tibaseños perdieron contra el equipo trinitario con marcador de 2-1, lo que repercutió, al día siguiente, en la rescisión de los contratos de Jeaustin Campos y José Giacone del banquillo. Dos días después, se confirmó a Douglas Sequeira como director técnico interino. El Saprissa no logró avanzar a la siguiente ronda del torneo de la Concacaf debido a una derrota de 6-1 frente al Santos Laguna. El 26 de octubre se hizo oficial la incorporación del entrenador Carlos Watson. El 9 de diciembre, su club aseguró la clasificación a la siguiente ronda del torneo tras derrotar 5-0 a Liberia, llegando de tercer lugar en la tabla de posiciones. El partido de ida de las semifinales se dio en el Estadio Ricardo Saprissa contra el Herediano, efectuado el 13 de diciembre. Angulo anotó doblete en la victoria de su equipo 3-0. A pesar de la derrota 2-0 en el juego de vuelta, su club avanzó con marcador agregado de 2-3. El encuentro de ida de la final se desarrolló el 20 de diciembre y jugando de local contra Liga Deportiva Alajuelense; el resultado terminó 2-0 a favor de Saprissa y su compañero Francisco Calvo marcó ambos goles a los minutos 57' y 67'. El último partido se realizó tres días después en el Estadio Morera Soto, Marvin fue titular, recibió tarjeta amarilla y se presentó de nuevo el triunfo, con marcador de 1-2. De esta manera, su equipo selló el campeonato y ganó de forma exitosa la estrella «32» en su historia. En total el futbolista contabilizó 23 apariciones y sumó 5 anotaciones.

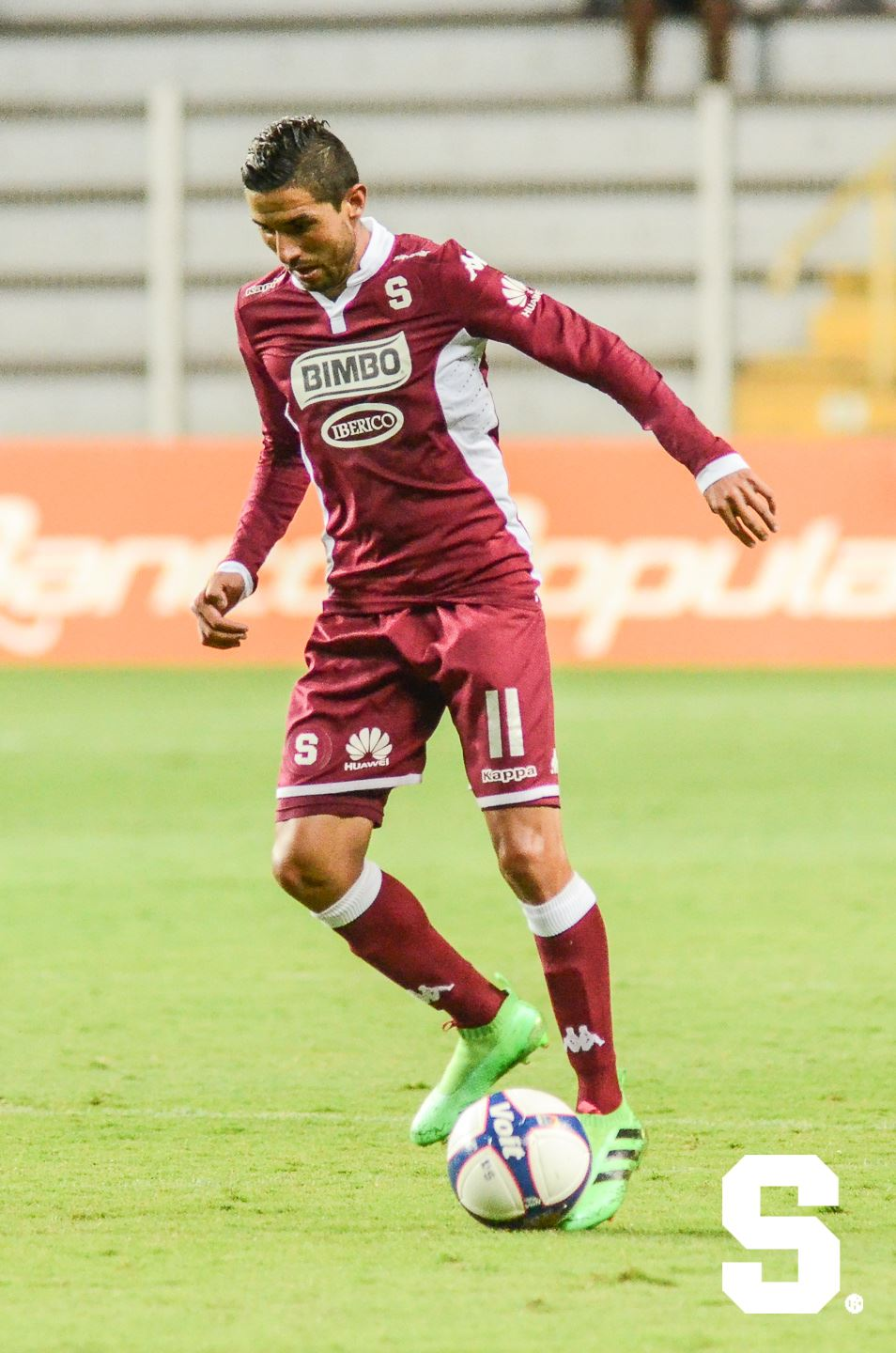
Angulo en 2016.

La jornada 1 del Campeonato de Verano 2016 se efectuó el 17 de enero contra el conjunto de Belén, en el Estadio Ricardo Saprissa, con la responsabilidad de defender el título de campeón. Aunque su equipo empezó perdiendo desde el primer minuto del juego, logró remontar y ganar con marcador de 2-1, con goles de sus compañeros Daniel Colindres y David Ramírez; Angulo no fue convocado. Al término de la etapa regular de la competencia, su club alcanzó la segunda posición de la tabla, por lo que clasificó a la ronda eliminatoria. El 30 de abril se efectuó la semifinal de ida en el Estadio Morera Soto ante Alajuelense; el marcador terminó en pérdida de 2-0. El 4 de mayo, su equipo llegó a la vuelta con la responsabilidad de revertir lo ocurrido. No obstante, el resultado finalizó de nuevo en derrota, siendo esta vez con cifras de 1-3, sumado a esto que el global fue de 1-5. Con lo obtenido en la serie, su club perdió la posibilidad de revalidar el título tras quedar eliminados. El futbolista apareció en 21 juegos y marcó 8 goles.
En la primera fecha del Campeonato de Invierno 2016, su equipo hizo frente al recién ascendido San Carlos, el 16 de julio en el Estadio Nacional. Marvin Angulo fue titular en el empate de 3-3. El 24 de julio anotó su primer tanto, contra Carmelita en el Estadio Ricardo Saprissa. Su gol influyó para la victoria de 4-0. El 31 de julio hizo otra anotación, tras concretarlo sobre Limón. El 18 de agosto se inauguró la Concacaf Liga de Campeones donde su equipo, en condición de local, tuvo como adversario al Dragón de El Salvador. El mediocentro ofensivo participó 56 minutos, logró un tanto y el resultado culminó con marcador abultado de 6-0 a favor de los morados. El 25 de agosto se desarrolló la segunda fecha de la competencia continental, de nuevo contra los salvadoreños, pero de visitante en el Estadio Cuscatlán. Tras los desaciertos de sus compañeros en acciones claras de gol, el resultado de 0-0 se vio reflejado al término del tiempo regular. El 11 de septiembre anotó desde el punto de penal en la victoria de 1-4 sobre Liberia. La tercera jornada del torneo del área se llevó a cabo tres días después, en el Estadio Ricardo Saprissa contra el Portland Timbers de Estados Unidos. A pesar de que su club inició perdiendo desde el minuto 4', logró sobreponerse a la situación tras desplegar un sistema ofensivo. Los goles de sus compañeros Fabrizio Ronchetti, sumado a la anotación en propia del futbolista rival Jermaine Taylor y el doblete de Angulo, fueron suficientes para el triunfo de 4-2. El 21 de septiembre anotó en dos oportunidades contra la Universidad de Costa Rica. El 9 de octubre volvió a materializar un tanto, esta vez en la goleada de 6-1 contra Limón. Una semana después marcó de tiro libre en la derrota de 2-1 frente al Herediano. El 19 de octubre se tramitó el último encuentro de la fase de grupos, por segunda vez ante los estadounidenses, en el Providence Park de Portland, Oregon. El jugador salió de cambio por Christian Martínez al minuto 63', y el desenlace del compromiso finiquitó igualado a un tanto, dándole la clasificación de los morados a la etapa eliminatoria de la competencia. El 29 de octubre marcó un gol en el clásico contra Alajuelense al minuto 8', y más tarde salió expulsado por un forcejeo con el hondureño Jorge Claros, quien también abandonó el terreno de juego por tarjeta roja. El marcador final fue de victoria 2-0. En el vigésimo segundo partido de la primera fase de la liga nacional, su conjunto enfrentó a Liberia en el Estadio Ricardo Saprissa. Angulo regresó después de su sanción y el resultado de 3-1 aseguró el liderato para su grupo con 49 puntos, además de un cupo para la cuadrangular final. El 27 de noviembre fue la primera presentación para los saprissistas en la última etapa del campeonato, teniendo al Santos de Guápiles como el contrincante en el Estadio "Fello" Meza de Cartago. El mediocentro emprendió en la titularidad, y en el tiempo de reposición del primer tiempo se hizo con una anotación, la cual fue agregada a los otros dos tantos de sus compañeros para el triunfo de 0-3. El 15 de diciembre concretó el gol de la victoria 2-0 sobre el Herediano, para dar el liderato a su equipo y así proclamarse campeón automáticamente. Con esto, los morados obtuvieron la estrella número «33» en su historia y Marvin logró su quinto título en su carrera. Estadísticamente, contabilizó 11 tantos en 25 apariciones, para un total de 2225 minutos disputados.
Para el inicio del Campeonato de Verano 2017 que se llevó a cabo el 8 de enero, el equipo saprissista tuvo la visita al Estadio Carlos Ugalde, donde enfrentó a San Carlos. Por su parte, Marvin Angulo no fue tomado en cuenta para este juego debido a deberes internacionales con su selección, mientras que el marcador fue con derrota de 1-0. Debutó oficialmente el 25 de enero, en la jornada 5 contra Limón. Los goles de sus compañeros Fabrizio Ronchetti y Jaikel Medina valieron para la victoria de 2-1. El mediocentro ofensivo marcó su primer tanto el 1 de febrero, por la vía del penal ante el Santos de Guápiles. La reanudación de la Liga de Campeones de la Concacaf, en la etapa de ida de los cuartos de final, tuvo lugar el 21 de febrero, fecha en la que su club recibió al Pachuca de México en el Estadio Ricardo Saprissa. El centrocampista fue titular 83 minutos, salió de cambio por Randy Chirino y el trámite del encuentro se consumió en empate sin anotaciones. El 28 de febrero fue el partido de vuelta del torneo continental, en el Estadio Hidalgo. Las cifras finales fueron de 4-0 a favor de los Tuzos. El 8 de marzo falló un penal en el juego contra el Cartaginés al minuto 67', donde su disparo fue detenido por el cancerbero Adrián De Lemos. A pesar de esta circunstancia, su conjunto logró el triunfo de 2-0. El 22 de marzo, en jornada de reposición de la fecha 13, los tibaseños enfrentaron a la Universidad de Costa Rica en el Estadio Ricardo Saprissa, con la particularidad de ser como la escuadra visitante en su propio escenario deportivo. El jugador recibió una asistencia por parte de Daniel Colindres, para culminar con la acción del gol al minuto 92' y asegurar la ganancia de 0-2. Tres días después, en la visita al Santos de Guápiles en el Estadio Ebal Rodríguez, su club se vio en desventaja por la anotación del rival en la mitad del segundo tiempo, por lo que trató de balancear el marcador. Al minuto 75', Angulo asistió a Daniel Colindres para el gol del empate transitorio, y dos después recibió el pase de su compañero para colocar el balón en el vértice de la portería, en el tanto de la remontada 1-2. El 9 de abril se efectuó el juego de la jornada 20 ante Belén en el Estadio "Colleya" Fonseca. Los contrincantes se pondrían arriba con las cifras de 2-0, pero al minuto 75', Marvin fue derribado dentro del área, por lo que el árbitro sancionó penal a favor de su equipo. Angulo se encargó de concretar el gol del descuento y su compañero Anllel Porras, quien había entrado de cambio pocos minutos antes, hizo un doblete en dos minutos para darle vuelta al resultado y así lograr el triunfo de 2-3 de manera vertiginosa. El 12 de abril, en el áspero partido contra Pérez Zeledón en el Estadio Ricardo Saprissa, su club estuvo por debajo en el marcador por el gol del adversario en tan solo cuatro minutos después de haber iniciado el segundo tiempo. El bloque defensivo de los generaleños le cerró los espacios a los morados para desplegar el sistema ofensivo del entrenador Carlos Watson, pero al minuto 85', su compañero Daniel Colindres brindó un pase filtrado al uruguayo Fabrizio Ronchetti para que este definiera con un remate de pierna izquierda. Poco antes de finalizada la etapa complementaria, el defensor Dave Myrie hizo el gol de la victoria 2-1. Con este resultado, los saprissistas aseguraron el liderato del torneo a falta de un compromiso de la fase de clasificación. En la tercera presentación de su club en la cuadrangular, el 3 de mayo ante el Santos de Guápiles en el Estadio Ebal Rodríguez, Angulo anotó de penal al minuto 12' en la igualada a dos tantos. Cuatro días después dio dos asistencias en las anotaciones de Daniel Colindres y Julio Cascante en el primer triunfo de esta instancia, como local frente a Limón con marcador de 4-1. A causa de la derrota 1-2 ante el Santos de Guápiles en la sexta jornada, su equipo alcanzó el tercer puesto de esta fase y por lo tanto quedó instaurado en la última ronda al no haber obtenido nuevamente el primer sitio. El 17 de mayo se desarrolló el juego de ida de la final contra el Herediano, en el Estadio Rosabal Cordero. El volante apareció en el once estelar, salió de cambio al minuto 79' por el juvenil Jorman Sánchez y el marcador fue de pérdida 3-0. En el partido de vuelta del 21 de mayo en el Estadio Ricardo Saprissa, los acontecimientos que liquidaron el torneo fueron de fracaso con números de 0-2 a favor de los oponentes, y un agregado de 0-5 en la serie global.
Su debut en el Torneo de Apertura 2017 se produjo el 30 de julio en el Estadio "Fello" Meza de Cartago, escenario en el que su conjunto fungió como local contra Carmelita. Marvin apareció en el once inicial, completó la totalidad de los minutos y aportó un gol en la victoria con cifras de 4-2. El 23 de agosto, en jornada de reposición de la tercera fecha ante el Cartaginés en el Estadio Ricardo Saprissa, Angulo recibió un pase de Jerry Bengtson para rematar fuera del área al minuto 70' y así lograr su segundo gol en la liga. Su aporte fue fundamental en la victoria de 3-0. Su primer doblete de la temporada tuvo lugar el 3 de septiembre, en el juego frente a Grecia donde anotó a los minutos 15' y 44'. En el mismo compromiso también asistió a su compañero Ulises Segura para dos tantos en la segunda mitad. El 20 de septiembre hizo su quinta anotación del torneo ante Liberia, tras aprovechar un pase de Colindres y definir con derecha al minuto 78', esto para poner la ventaja momentánea de 2-0. Finalmente, el resultado acabó en el triunfo de los morados con goleada 4-0. Cuatro días después erró un lanzamiento de penal en el duelo por la undécima jornada contra el Santos de Guápiles, en la derrota de su equipo 3-2. El 15 de octubre logró un magnífico gol de tiro libre sobre el Cartaginés, para dar con la victoria por 3-4. Destacó con una anotación una semana posterior ante Limón (5-2). Su octava conquista se dio el 5 de noviembre en la igualada 1-1 de local contra Herediano. Con su especialidad en los tiros libres, el 12 de noviembre hizo el gol mediante esta vía al minuto 90', para la victoria 1-2 de visitante contra Guadalupe. Los saprissistas avanzaron a la cuadrangular en el segundo sitio con 43 puntos, y al cierre de la misma, el conjunto tibaseño quedó sin posibilidades de optar por el título. El centrocampista contabilizó veintiséis presencias, marcó nueve tantos y puso siete asistencias.
Con miras al Torneo de Clausura 2018, su equipo cambió de entrenador debido al retiro de Carlos Watson, siendo Vladimir Quesada —quien fuera el asistente la campaña anterior— el nuevo estratega. Angulo apareció como titular en la primera fecha del 7 de enero ante Liberia en el Estadio Edgardo Baltodano. Al minuto 60' puso una asistencia a su compañero Henrique Moura mediante un centro de tiro de esquina, para el segundo gol de la transitoria ventaja de 0-2. El resultado culminó en ganancia de los morados por 0-3. Hizo la anotación más rápida en clásicos contra Alajuelense el 28 de enero, en el Estadio Nacional a los cincuenta segundos de iniciado el encuentro donde Marvin, desde fuera del área, sorprendió al guardameta rival con un toque sutil del balón. Su conjunto triunfó con cifras de 3-1. El 4 de marzo, en el duelo de local frente al Cartaginés, el centrocampista vino desde la suplencia y marcó el tanto de la victoria 1-0 en el epílogo del tiempo. El 20 de marzo fue dado de baja debido a una ruptura del tendón del músculo aductor largo del muslo izquierdo, con un tiempo de recuperación aproximado a ocho semanas, perdiéndose lo que resta de la competencia. Aportó dos goles y cuatro asistencias en catorce apariciones. Sin embargo, su evolución fue mucho más rápida y reapareció el 13 de mayo por la última fecha de la cuadrangular ante Alajuelense, entrando de cambio al minuto 75' por Ariel Rodríguez. El 20 de mayo se proclama campeón del torneo con su club tras vencer al Herediano en la tanda de penales.
Debuta en el Torneo de Apertura 2018 el 22 de julio con victoria de su equipo por 2-1 sobre el Santos de Guápiles. El 9 de agosto se confirma una lesión del jugador en el ligamento colateral medial de la rodilla izquierda, lo que le deja fuera de acción por un periodo de seis semanas. Consiguió su primer gol de la campaña el 14 de octubre, en el empate 2-2 de local contra Pérez Zeledón. El 4 de noviembre materializó un doblete ante el Cartaginés que le permitió a su club ganar cómodamente por 4-1. El 11 de noviembre marca un tanto magistral en el duelo por la última fecha de la fase de clasificación frente a Carmelita, donde sorprendió al portero rival con su remate preciso y colocado desde fuera del área. Concluyó el certamen con quince apariciones, aportó cuatro goles y dio una asistencia.
Afronta su primer partido del Torneo de Clausura 2019 el 13 de enero, alcanzando la totalidad de los minutos en el empate de local a dos tantos contra Limón. Cuatro días después, marcó un extraordinario gol olímpico sobre Carmelita en la victoria por 4-1. El 3 de marzo, logra una anotación nuevamente ante Carmelita, donde remató desde fuera del área y el balón se coló en el ángulo. Su aporte significó el triunfo 0-1 a domicilio. El 20 de marzo fue autor en uno de los goles en el empate 1-1 contra Pérez Zeledón. El 6 de abril, en el clásico frente a Alajuelense en el Estadio Morera Soto, Marvin vino desde la suplencia y en el epílogo del partido marcó un magnífico gol de tiro libre el cual permitió a su equipo rescatar el empate 1-1. El 13 de abril coloca la segunda anotación en el triunfo 4-0 ante la Universidad de Costa Rica. En la última jornada de la clasificación, el centrocampista marcó un doblete a los minutos 10' y 89' contra Grecia en la victoria por goleada de 0-5.

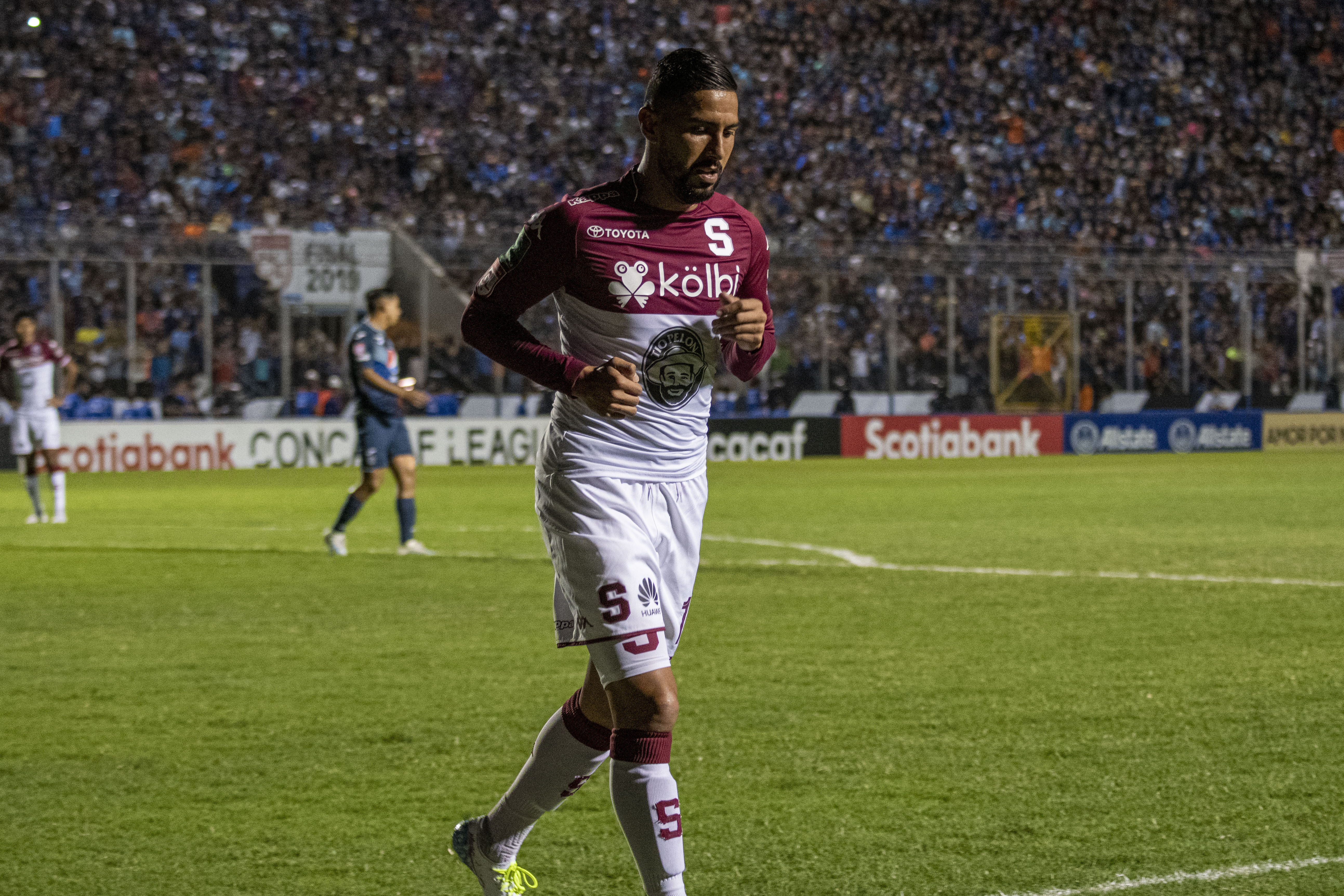
Angulo en la final de vuelta de Liga Concacaf.

Para su debut en la campaña del Torneo de Apertura 2019, Angulo fue titular en la derrota 1-0 a domicilio contra San Carlos. El 4 de agosto anotó de cabeza su primer gol sobre Guadalupe, y además aportó una asistencia en el tanto que culminó la victoria cómoda de 4-1. El 8 de septiembre convirtió un tanto al minuto 36' contra Grecia, el tercero del juego en la victoria por 0-6. Tres días después, fue protagonista con una de las anotaciones del triunfo 3-1 sobre San Carlos. El 31 de octubre, Angulo realizó dos anotaciones —uno de ellos mediante un tiro libre magistral— en el juego de vuelta de las semifinales de Liga Concacaf, de local frente al Olimpia de Honduras. Sus goles guiaron a su equipo a remontar la serie y ganar con marcador de 4-1. El 10 de noviembre marcó un tanto de tiro libre directo ante Jicaral, en la goleada por 2-5 de visita. El 26 de noviembre se proclama campeón del torneo regional, tras vencer en la final al Motagua hondureño.
Jugó la primera fecha del Torneo de Clausura 2020 el 11 de enero frente a San Carlos en el Estadio Carlos Ugalde. Angulo alcanzó la totalidad de los minutos y el marcador terminó en victoria por 0-1. Marcó un gol el 16 de enero sobre Guadalupe. El 29 de enero convirtió la anotación del triunfo 1-0 ante el Santos de Guápiles desde fuera del área al minuto 88'. El 29 de junio alcanzó el título nacional con Saprissa, luego de superar la serie final del campeonato sobre Alajuelense. El jugador obtuvo veintidós apariciones, colaboró con dos tantos y puso cuatro asistencias.
Comenzó la nueva temporada el 15 de agosto de 2020, por la primera fecha del Torneo de Apertura con la victoria 4-0 de local sobre Limón. El 19 de septiembre convirtió su primer gol de la campaña, en la visita al Estadio Ernesto Rohrmoser contra Sporting. Al minuto 50' recibió un balón largo, el portero rival salió buscando cortar la acción pero Angulo le ganó en velocidad y definió de derecha desde fuera del área. Marvin alcanzó dieciséis apariciones en el certamen nacional, aportó tres goles y puso cinco asistencias. Su equipo terminó siendo eliminado en semifinales por el Herediano.
Debuta en la primera jornada del Torneo de Clausura 2021 el 13 de enero, como titular en el empate sin goles frente a Grecia. El 3 de febrero convierte el gol del descuento 3-2 en la final de Liga Concacaf contra Alajuelense, insuficiente para alzarse con el título. En la última fecha de la clasificación, Saprissa terminó accediendo a un puesto a la siguiente ronda de cuarto lugar. El 16 de mayo enfrentó a Alajuelense por la semifinal de ida, ganando por 4-3. Tres días después se dio el empate 2-2 en el partido de vuelta. El 23 de mayo se presentó el resultado favorable de 3-2 sobre el Herediano por la final de ida, mientras que el 26 de mayo también el triunfo ante el conjunto rojiamarillo por 0-1 en la vuelta. Angulo sumó un nuevo título a su palmarés y en esta competencia tuvo dieciséis apariciones y puso cuatro asistencias. El 2 de junio se anunció su renovación en el club hasta 2023.
Inició la temporada disputando el primer partido del Torneo de Apertura 2021 el 27 de julio, compromiso en el que fue titular por 77 minutos de la victoria de local por 3-0 sobre el Santos de Guápiles. El 4 de agosto conquistó el título de la Supercopa luego de que su equipo venciera de forma contundente a Alajuelense por 4-1 en el Estadio Nacional. Su primer gol de la campaña se produjo el 26 de septiembre ante Pérez Zeledón para guiar a su club al triunfo por 3-0. El 23 de noviembre anotó ante San Carlos en la victoria por 3-0. El conjunto morado finalizó la competencia con el subcampeonato. Angulo contabilizó veintitrés presencias, convirtió dos goles y puso tres asistencias.
El 16 de enero de 2022, enfrentó su primer partido por el Torneo de Clausura, en el compromiso que cayó su equipo por 1-2 de local contra San Carlos. El jugador gozó de diecinueve minutos de acción al ingresar de cambio por Mariano Torres y colaboró con una asistencia en el gol del descuento realizado por David Guzmán. El 22 de enero hizo su primer gol de la campaña sobre el Cartaginés. El 6 de marzo convirtió un gran tanto desde fuera del área que sentenció el triunfo a domicilio 0-1 ante Sporting.

## Selección costarricense

### Categorías inferiores
El centrocampista fue convocado por Hernán Medford para llevar a cabo la eliminatoria al Preolímpico de la Concacaf de 2008. Su país obtuvo el segundo lugar del grupo B, y por lo tanto debió disputar el repechaje contra Panamá. El encuentro de ida fue el 30 de noviembre de 2007 en condición de visitante. El único tanto lo marcó su compañero Ariel Santana, para el triunfo de 0-1. El 6 de diciembre, en la vuelta, el mismo resultado se repitió, esta vez con derrota en el Estadio Ricardo Saprissa. Debido a la igualdad de 1-1 en el global, los penales fueron requeridos para decidir al clasificado. Angulo cobró exitosamente el primer tiro, pero no fue suficiente, ya que las cifras de 3-4 no favorecieron a su conjunto para el torneo final.

### Selección absoluta
Marvin Angulo debutó como internacional absoluto el 22 de agosto de 2007, en un encuentro amistoso realizado en el Estadio Ricardo Saprissa contra Perú. El entrenador Hernán Medford envió a Angulo como sustitución por Roy Myrie al minuto 53', y el resultado final terminó en empate a una anotación.
El 22 de mayo de 2015, el director técnico de la selección nacional Paulo Wanchope, realizó la convocatoria oficial de los futbolistas que estuvieron presentes en los amistosos ante Colombia y España, y Marvin fue incluido en esa lista, después de casi ocho años de ausencia. En ambos encuentros, disputados el 6 y 11 de junio, el centrocampista quedó en la suplencia en las derrotas 1-0 y 2-1, respectivamente. El último juego de preparación se dio el 27 de junio, contra la selección mexicana en el Estadio Citrus Bowl, Angulo quedó nuevamente en el banquillo y el resultado quedó igualado con cifras de 2-2.

#### Copa de Oro 2015
El 8 de julio de 2015 dio inicio la competición de la Copa Oro de la Concacaf, y el jugador quedó en la suplencia en el empate 2-2 entre su selección frente a Jamaica. Los siguientes dos encuentros se disputaron contra El Salvador y Canadá y ambos terminaron sin ganador por los marcadores de 1-1 y 0-0. Con estos resultados, la Sele avanzó a los cuartos de final del torneo tras acabar de segundo lugar en la tabla. El último juego fue el 19 de julio, en el MetLife Stadium de Nueva Jersey, donde su selección enfrentó a México por esta etapa. Cerca de acabar el segundo tiempo extra, el árbitro auxiliar señaló un penal inexistente a favor de los mexicanos, y el futbolista Andrés Guardado marcó la única anotación del juego, lo que significó la eliminación de Costa Rica.
| Copa             | Sede                    | Resultado        |
| ---------------- | ----------------------- | ---------------- |
| Copa de Oro 2015 | Estados Unidos · Canadá | Cuartos de final |

#### Copa Centroamericana 2017
El 2 de enero de 2017 se llevó a cabo la convocatoria de los futbolistas para la decimocuarta edición de la Copa Centroamericana, la cual tomó lugar en territorio panameño. El centrocampista fue incluido en la lista del entrenador Óscar Ramírez. El 13 de enero comenzó el torneo regional donde su selección, en el Estadio Rommel Fernández, enfrentó al conjunto de El Salvador. Marvin apareció en el once titular con la dorsal «10» y el empate sin anotaciones definió el marcador final. Para el compromiso de dos días después, en el mismo escenario deportivo, contra la escuadra de Belice, Angulo entró como relevo por Johan Venegas al minuto 68', y el resultado fue de victoria 0-3. En el juego del 17 de enero ante Nicaragua, el mediocentro ofensivo esperó desde la suplencia, y la igualdad de 0-0 se repitió al cierre del cotejo. Tres días posteriores se efectuó el clásico del área frente a Honduras, en el cual Marvin fue titular y el encuentro finiquitó balanceado a un gol. El único revés de su nación fue el 22 de enero, por la última jornada, contra el anfitrión Panamá. El marcador de 1-0 confirmó el cuarto lugar de los costarricenses, además de un cupo directo para la Copa Oro de la Concacaf en ese mismo año.
| Copa                      | Sede   | Resultado    |
| ------------------------- | ------ | ------------ |
| Copa Centroamericana 2017 | Panamá | Cuarto lugar |

El 8 de noviembre de 2019, Angulo regresó a una convocatoria de la selección del estratega Ronald González, para disputar los últimos dos partidos de la fase de grupos de la Liga de Naciones de la Concacaf. Tuvo acción en los juegos frente a Curazao (victoria 1-2) y Haití (empate 1-1).
El 2 de octubre de 2020, Angulo fue incluido en la lista de González para enfrentar la fecha FIFA de ese mes contra Panamá. El centrocampista tuvo participación como titular en ambos juegos en el Estadio Nacional, donde su selección cayó con marcador de 0-1.

## Estadísticas

### Clubes
Actualizado al último partido jugado el 6 de mayo de 2023
| C. S. Herediano Costa Rica |               |               |     |    |   |    |    |     |     |     |
| 1.ª | 2006-07       | 24            | 6   | —  | — | —  | —  | 24  | 6   |     |
| 1.ª | 2007-08       | 33            | 9   | —  | — | —  | —  | 33  | 9   |     |
| 1.ª | 2008-09       | 31            | 5   | —  | — | —  | —  | 31  | 5   |     |
| 1.ª | 2009-10       | 4             | 1   | —  | — | 1  | 0  | 5   | 1   |     |
| Total club | Total club    | 92            | 21  | —  | — | 1  | 0  | 93  | 21  |     |
| Melbourne Victory F. C. Australia |               |               |     |    |   |    |    |     |     |     |
| 1.ª | 2009-10       | 10            | 0   | —  | — | 6  | 0  | 16  | 0   |     |
| 1.ª | 2010-11       | 27            | 0   | —  | — | 3  | 0  | 30  | 0   |     |
| Total club | Total club    | 37            | 0   | —  | — | 9  | 0  | 46  | 0   |     |
| C. S. Herediano Costa Rica |               |               |     |    |   |    |    |     |     |     |
| 1.ª | 2011-12       | 29            | 1   | —  | — | 6  | 0  | 35  | 1   |     |
| 1.ª | 2012-13       | 16            | 1   | 0  | 0 | 3  | 0  | 19  | 1   |     |
| Total club | Total club    | 45            | 2   | 0  | 0 | 9  | 0  | 54  | 2   |     |
| C. S. Uruguay de Coronado Costa Rica |               |               |     |    |   |    |    |     |     |     |
| 1.ª | 2012-13       | 19            | 4   | —  | — | —  | —  | 19  | 4   |     |
| 1.ª | 2013-14       | 22            | 2   | 1  | 0 | —  | —  | 23  | 2   |     |
| Total club | Total club    | 41            | 6   | 1  | 0 | —  | —  | 42  | 6   |     |
| Deportivo Saprissa Costa Rica |               |               |     |    |   |    |    |     |     |     |
| 1.ª | 2013-14       | 15            | 1   | —  | — | —  | —  | 15  | 1   |     |
| 1.ª | 2014-15       | 36            | 2   | 2  | 0 | 3  | 0  | 41  | 1   |     |
| 1.ª | 2015-16       | 44            | 13  | 0  | 0 | 3  | 1  | 47  | 14  |     |
| 1.ª | 2016-17       | 48            | 16  | —  | — | 6  | 3  | 54  | 19  |     |
| 1.ª | 2017-18       | 41            | 11  | —  | — | 1  | 0  | 42  | 11  |     |
| 1.ª | 2018-19       | 39            | 11  | —  | — | 2  | 0  | 41  | 11  |     |
| 1.ª | 2019-20       | 41            | 6   | —  | — | 9  | 2  | 50  | 8   |     |
| 1.ª | 2020-21       | 32            | 3   | 1  | 0 | 4  | 1  | 37  | 4   |     |
| 1.ª | 2021-22       | 42            | 4   | 1  | 0 | 6  | 0  | 49  | 4   |     |
| Total club | Total club    | 338           | 67  | 4  | 0 | 34 | 7  | 376 | 74  |     |
| Total carrera | Total carrera | Total carrera | 553 | 99 | 5 | 0  | 53 | 7   | 611 | 103 |
| (1) Incluye datos de la Supercopa de Costa Rica (2012-21) / Torneo de Copa (2013-15). (2) Incluye datos de la Liga de Campeones de la Concacaf (2009-22) / Liga de Campeones de la AFC (2010-11) / Liga Concacaf (2019-21). (3) No incluye goles en partidos amistosos. |               |               |     |    |   |    |    |     |     |     |

### Selección de Costa Rica
Actualizado al último partido jugado el 14 de octubre de 2020.
| Absoluta Costa Rica     |   |   |   |   |   |   |    |   |   |
| 2007                    | — | — | — | 1 | 0 | 0 | 1  | 0 | 0 |
| 2008                    | — | — | — | 1 | 0 | 0 | 1  | 0 | 0 |
| 2017                    | 4 | 0 | 0 | — | — | — | 4  | 0 | 0 |
| 2019                    | 2 | 0 | 0 | — | — | — | 2  | 0 | 0 |
| 2020                    | — | — | — | 2 | 0 | 0 | 2  | 0 | 0 |
| Total                   | 6 | 0 | 0 | 4 | 0 | 0 | 10 | 0 | 0 |
| 1. Fuente:Transfermarkt |   |   |   |   |   |   |    |   |   |

## Palmarés

### Títulos nacionales
| Título                         | Club               | País       | Año  |
| ------------------------------ | ------------------ | ---------- | ---- |
| Primera División de Costa Rica | C.S Herediano      | Costa Rica | 2012 |
| Primera División de Costa Rica | Deportivo Saprissa | Costa Rica | 2014 |
| Primera División de Costa Rica | Deportivo Saprissa | Costa Rica | 2014 |
| Primera División de Costa Rica | Deportivo Saprissa | Costa Rica | 2015 |
| Primera División de Costa Rica | Deportivo Saprissa | Costa Rica | 2016 |
| Primera División de Costa Rica | Deportivo Saprissa | Costa Rica | 2018 |
| Primera División de Costa Rica | Deportivo Saprissa | Costa Rica | 2020 |
| Primera División de Costa Rica | Deportivo Saprissa | Costa Rica | 2021 |
| Supercopa de Costa Rica        | Deportivo Saprissa | Costa Rica | 2021 |
| Primera División de Costa Rica | Deportivo Saprissa | Costa Rica | 2022 |
| Primera División de Costa Rica | Deportivo Saprissa | Costa Rica | 2023 |

### Títulos internacionales
| Título        | Club               | Lugar    | Año  |
| ------------- | ------------------ | -------- | ---- |
| Liga Concacaf | Deportivo Saprissa | Honduras | 2019 |

### Distinciones individuales
| Distinción                                         | Año  |
| -------------------------------------------------- | ---- |
| Novato de la temporada 2006-07 de la UNAFUT        | 2007 |
| Mejor jugador del Campeonato de Invierno 2007      | 2008 |
| Mejor jugador del Campeonato de Invierno 2015      | 2016 |
| Mejor jugador del Campeonato de Invierno 2016      | 2017 |
| Mejor gol del Campeonato de Invierno 2016          | 2017 |
| Incluido en el once ideal de la Liga Concacaf 2019 | 2019 |